# Sulz (Aargau)
Sulz is een plaats en voormalige gemeente in het Zwitserse kanton Aargau, en maakt deel uit van het district Laufenburg.

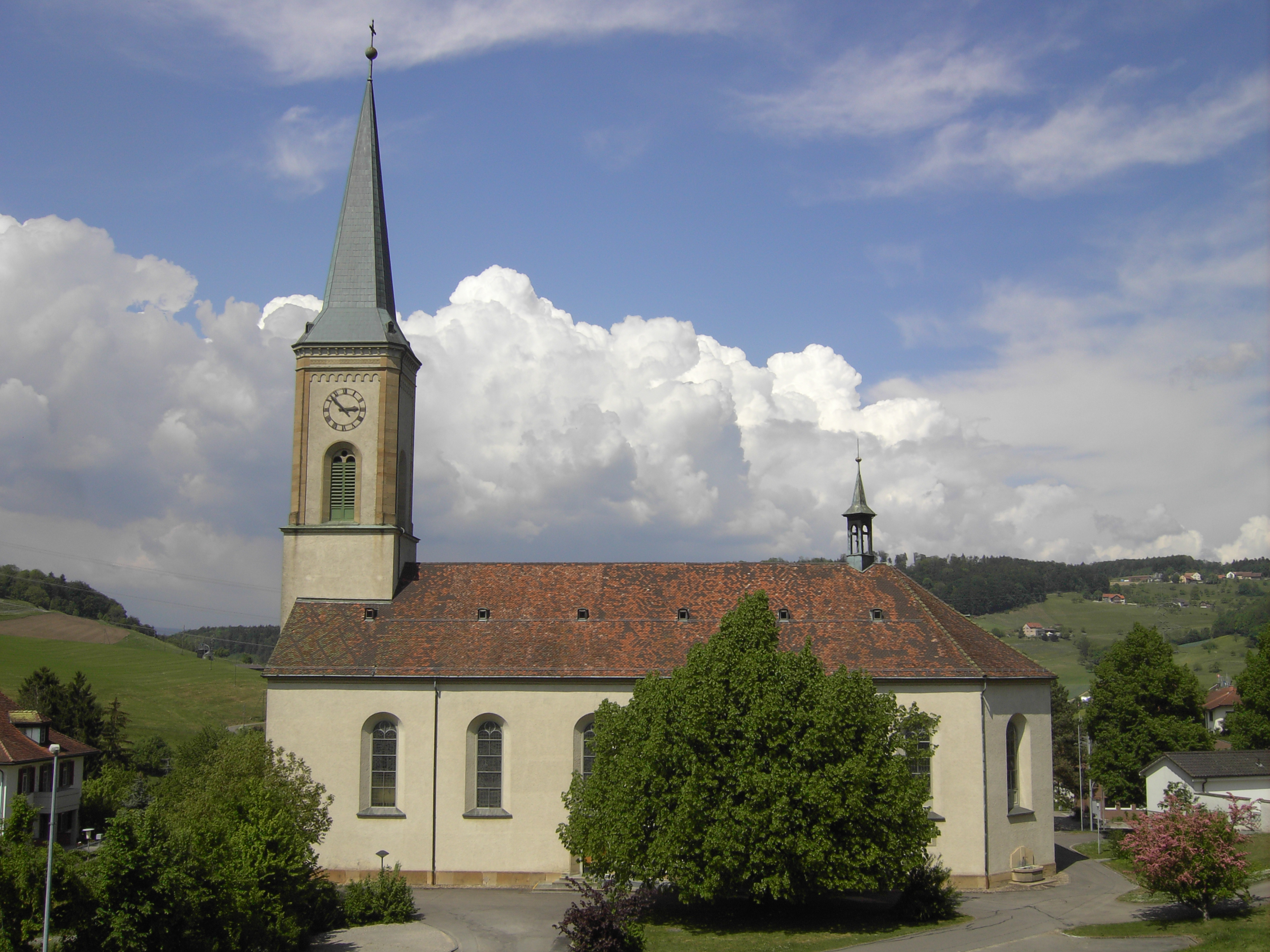
De kerk van Sulz

Sulz telt 1144 inwoners.